# Otfrid von Weißenburg

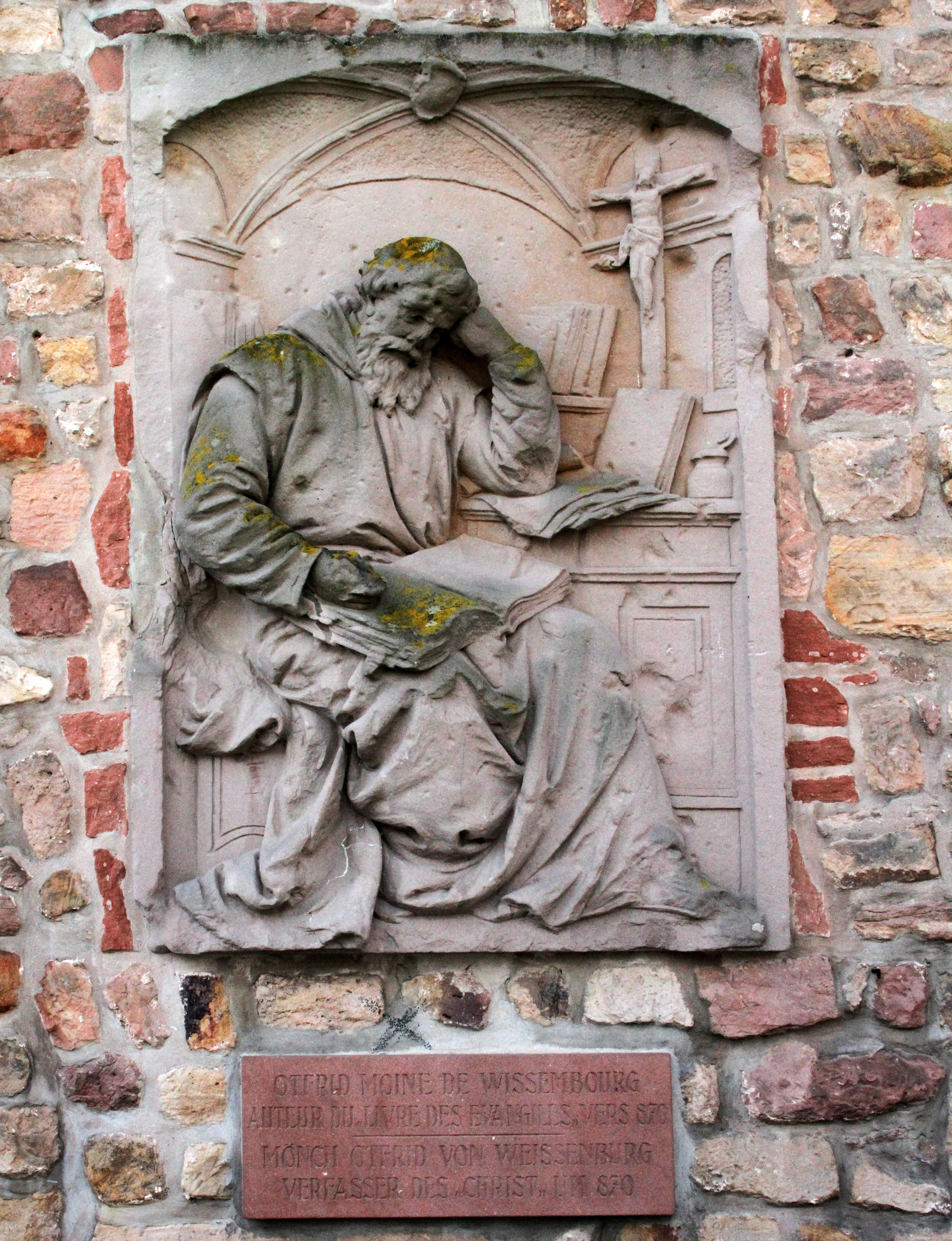
Reliefbild Otfrids von Weißenburg in Weißenburg

Otfrid von Weißenburg (* um 790; † 875), seltener auch Otfried geschrieben, ist der erste namentlich bekannte althochdeutsche Dichter. Der in seinen Schriften verwendete südrheinfränkische Dialekt lässt vermuten, dass der Autor aus dem Süden der heutigen Pfalz stammte. Wichtigster Ort für seine Ausbildung und sein Wirken war die im nördlichen Elsass unmittelbar an der Grenze zur Südpfalz liegende Stadt Weißenburg, die heute zu Frankreich gehört.

## Leben
Otfrid war als Mönch, Theologe und Gelehrter eine bedeutende Persönlichkeit im ostfränkischen Reich des spätkarolingischen Herrschers Ludwig des Deutschen; der Enkel Karls des Großen regierte von 840 bis 876. Aus Otfrids Jugend ist nur bekannt, dass er schon in früher Kindheit als puer oblatus – lateinisch „(Gott) angetragener Junge“ – in die Obhut des Klosters Weißenburg im gleichnamigen Ort gegeben wurde, um eine religiös bestimmte Laufbahn einzuschlagen. Um das Jahr 830 absolvierte er einen Studienaufenthalt im Kloster Fulda bei Rabanus Maurus, dem großen fränkischen Gelehrten und Abt, der in Fulda von 822 bis 841/842 amtierte. 830 wurde Otfrid zum Priester geweiht.
Vermutlich war Otfrid später in hervorgehobener Position in der sogenannten Hofkapelle des Königs tätig; ab etwa 847 hielt er sich jedenfalls wieder in Weißenburg auf, wo er als (Urkunden-)Schreiber, Bibliothekar, Exeget und Grammatiklehrer erscheint.

## Werke

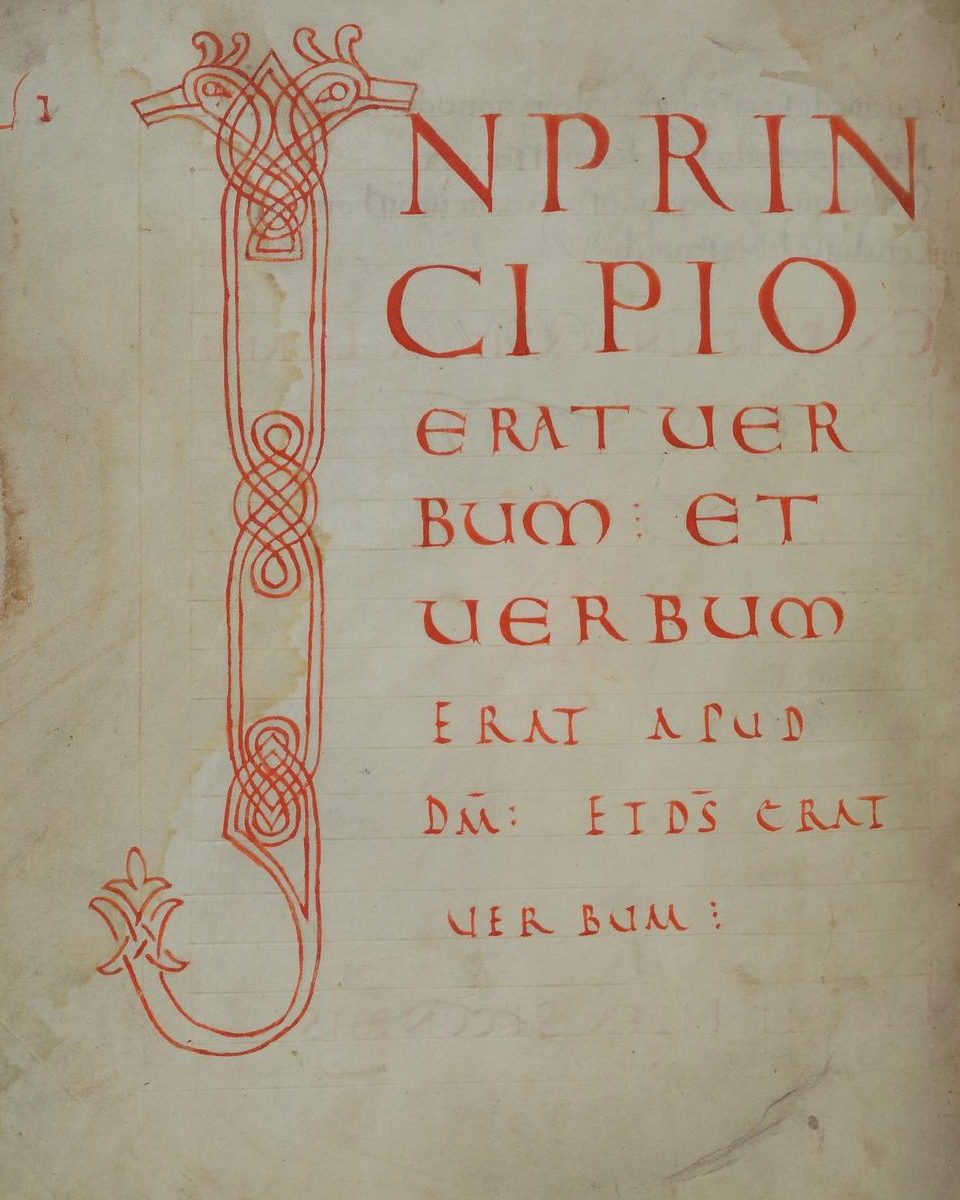
Beginn des Johannesevangeliums (Heidelberg, Universitätsbibliothek, Cod. Pal. lat. 52, Fol. 42^{v}).

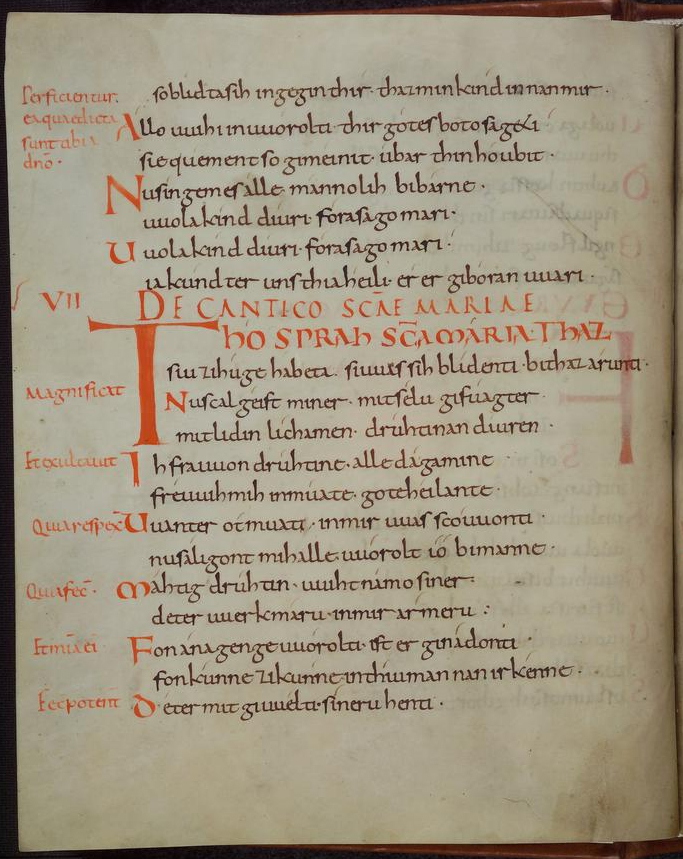
Die Heidelberger Handschrift von Otfrids Evangelienbuch (Heidelberg, Universitätsbibliothek, Cod. Pal. lat. 52, Fol. 19^{v}).

Aus der Feder Otfrids stammt ein althochdeutsches Bibelepos, das Evangelienbuch (lat. Liber evangeliorum). Das Epos, im südrheinfränkischen Dialekt geschrieben, ist in fünf Bücher und 140 Kapitel mit insgesamt 7104 Langzeilen gegliedert. Es ist das größte vollständig überlieferte Werk althochdeutscher Sprache; es handelt sich um ein paradigmatisches Zeugnis karolingischer Gelehrsamkeit, den (fortlaufenden) biblischen Erzählabschnitten sind jeweils ausführliche, in der Tradition allegorischer Schriftauslegung verankerte Deutungskapitel nachgestellt. Dem Werk liegt eine komplexe Zahlenstruktur zugrunde. Gleichzeitig verfolgt das Werk die Intention einer unmittelbaren Heilsvermittlung für den Leser; hierin ist das Evangelienbuch vermutlich von der liturgischen Funktion der Evangelienlesung inspiriert, Otfrids ,Liber Evangeliorum' in Analogie zum liturgischen ,Evangeliar' konzipiert. Die vollständige Wiener Handschrift enthält drei Widmungsgedichte an König Ludwig den Deutschen,  Bischof Salomo I. von Konstanz und an die St. Galler Mönche Hartmut und Werinbert. Die ersten und letzten Buchstaben je eines Langzeilenpaars ergeben von oben nach unten gelesen den lateinischen Gruß an den oder die Adressaten.
Die Evangeliendichtung ist in vier Handschriften überliefert; die umfangreichste ist die Heidelberger Handschrift (Cod. Pal. lat. 52), die zusätzlich das nachgetragene Georgslied enthält. Das Evangelienbuch kann aufgrund der Widmungen an Liutbert (863–876 Erzbischof von Mainz) und Salomon (838/839–871 Bischof von Konstanz) auf die Zeit von 863 bis 871 datiert werden. Die Wiener Handschrift enthält Korrekturen, von denen man annimmt, dass sie von Otfried selbst stammen.
Weiter verfasste Otfrid eine Reihe von lateinischen Bibelkommentaren, die er aus älteren Kommentaren zusammengetragen hatte.

## Bedeutung

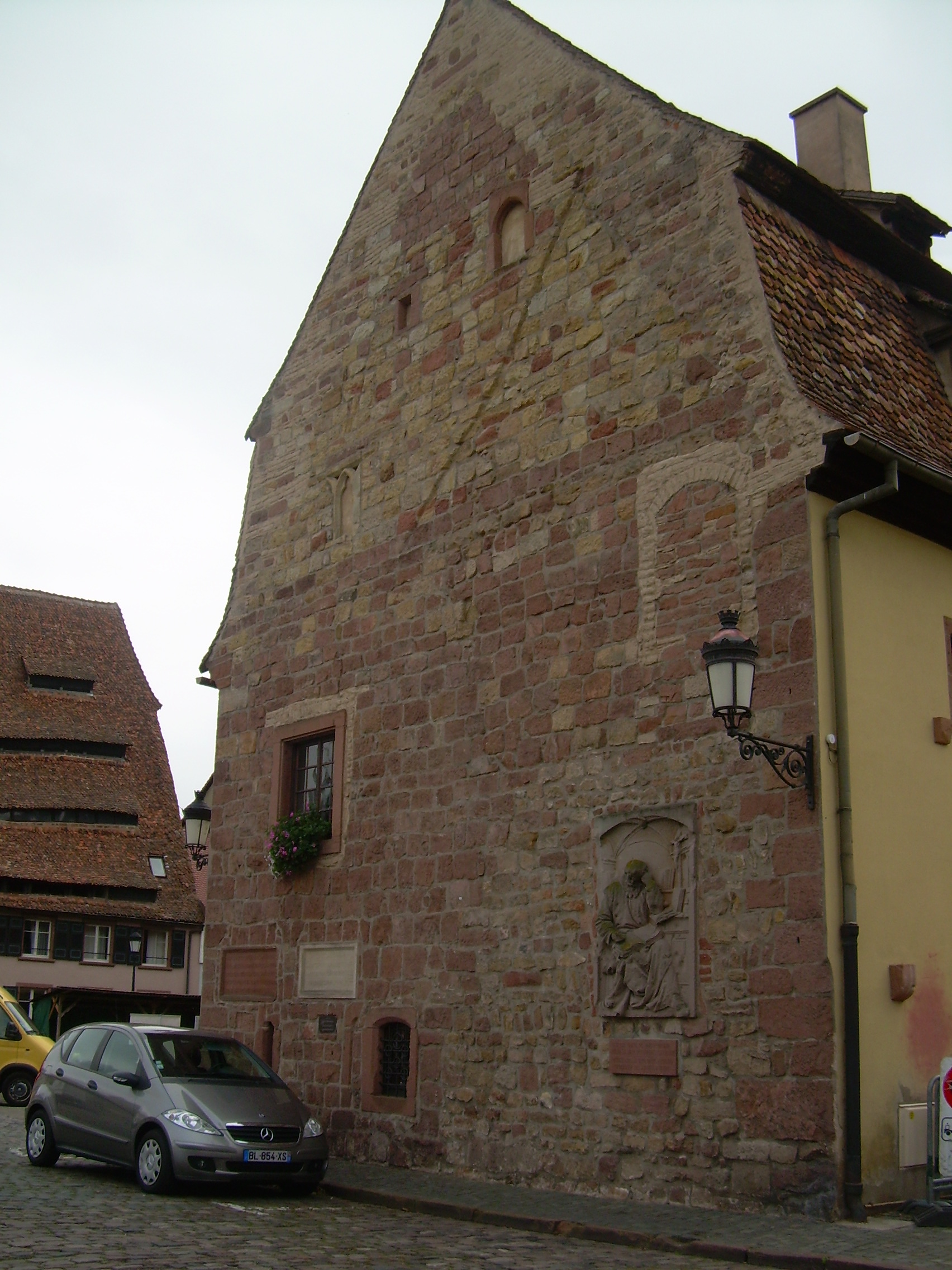
Ehemaliges Zehnthaus mit dem Otfrid-Relief

Von Bedeutung ist, dass Otfrid den Evangelienstoff in einer anderen als einer der drei heiligen Sprachen (Hebräisch, Griechisch, Latein) erzählte, nämlich in deutscher (fränkischer) Sprache, und damit auch eine sprachpolitische Absicht verfolgte. Für die Sprachwissenschaft gilt er als „Stammvater der deutschen Literatur“.
Otfrid führte in seiner Evangelienharmonie, einem die vier Evangelien zusammenfassenden Text, den romanischen Endreim anstelle des alten germanischen Stabreims ein und begründete somit eine Formtradition, die bis heute fortdauert. Nach Otfrid wird der von ihm verwendete Endreimvers auch als Otfridvers bezeichnet.

## Gedenken
In Otfrids wahrscheinlicher Herkunftsregion sind das Otfried-von-Weißenburg-Gymnasium in Dahn und das Collège Otfried in Weißenburg nach ihm benannt. In Fulda, wo er einen Studienaufenthalt absolvierte, wurde ihm eine Straße gewidmet.

## Ausgaben
- Matthias Flacius: Otfridi Evangeliorvm liber: ueterum Germanorum grammaticae, poeseos, theologiae, praeclarum monimentum. = Evangelien Buch, in altfrenckischen reimen, durch Otfriden von Weissenburg, Münch zu S.Gallen vor sibenhundert jaren beschriben: Jetz aber mit gunst des gestrengen ehrenvesten herrn Adolphen Herman Riedesel / Erbmarschalk zu Hessen / der alten Teutschen spraach und gottsforcht zuerlenen / in truck verfertiget. Petri, Basel 1571 (google.co.uk).
- Schilter, Johann (Hrsg.): Thesaurus antiquitatum Teutonicarum, ecclesiasticarum, civilium, letterariarum. 1. Monumenta Ecclesiastica Christiana Veterum Francorum & Alemannorum. Daniel Bartholomæus, Ulm 1728 (archive.org).
- Hoffmann von Fallersleben, H. (Hrsg.): Bonner Bruchstücke vom Otfried nebst anderen deutschen Sprachdenkmälern. C. von Bruch, Bonn 1821 (google.co.uk [abgerufen am 24. April 2017]).
- E.G. Graff: Krist. Das älteste von Otfrid im neunten Jahrhundert verfaßte, hochdeutsche Gedicht, nach den drei gleichzeitigen zu Wien, München und Heidelberg befindlichen Handschriften kritisch herausgegeben. Gebrüder Bornträger, Königsberg 1831.
- Johann Kelle: Otfrieds von Weissenburg Evangelienbuch. Band 1: Text, Einleitung, Grammatik, Metrik, Kommentar. G. Joseph Manz, Regensburg 1856 (archive.org).
- Oskar Erdmann: Otfrids Evangelienbuch. J.C.B. Mohr, Halle/Saale 1882 (archive.org).
- Paul Piper: Otfrids Evangelienbuch. Mit Einleitung, erklärenden Anmerkungen und ausführlichem Glossar. Ferdinand Schöningh, Paderborn 1882 (archive.org).
- Ludwig Wolff: Otfrids Evangelienbuch (= Altdeutsche Textbibliothek. Band 49). 6. Auflage. Niemeyer, Tübingen 1973.
- Wolfgang Kleiber: Otfrid von Weißenburg Evangelienbuch. Teil 1: Edition nach der Heidelberger Handschrift P (Codex Pal. Lat. 52) und der Handschrift D (Codex Discissus: Bonn, Berlin/Krakau Wolfenbüttel). Niemeyer, Tübingen 2004, ISBN 3-11-092124-3.
- Wolfgang Kleiber: Otfrid von Weißenburg Evangelienbuch. Band 1: Edition nach dem Wiener Codex 2687, Teil 2: Einleitung und Apparat. Niemeyer, Tübingen 2006, ISBN 3-484-64051-0.